# ドミニク・サルヴァトーレ・ジェンタイル
ドミニク・サルヴァトーレ・“ドン”ジェンタイル（英語: Dominic Salvatore Gentile, 1920年12月6日 - 1951年1月28日）は、「エース・オブ・エース」としても知られる第二次世界大戦のアメリカ陸軍航空軍（USAAF）パイロットであり、第一次世界大戦におけるエディ・リッケンバッカーの撃墜記録26機を破ったエース・パイロットである。戦後にはアメリカ空軍に勤務した。

## 若いころ
ドミニクはオハイオ州ピクアにおいて、1907年にイタリアから移民したパッツィとジョセフィーナ・ジェンタイルの息子として生まれた。子供の頃に飛行に魅了されたドミニクに、父はエアロスポーツ複葉機を贈った。これにより、彼がアメリカ陸軍航空隊に加わろうとした1941年7月までに、彼は300時間以上の飛行を経験することとなった。

## カナダ空軍でのキャリア
当時の米軍ではパイロットのために2年間の大学教育を要求していたが、ドミニクにはその経験がなかった。そのため、彼はカナダ空軍に入隊し、1941年に英国に派遣された。ドミニクは、1942年に有名な「イーグル飛行隊」の1つである第133飛行隊でスーパーマリン スピットファイアを操縦した。彼の最初の撃墜戦果（Ju88とFw190）は、1942年8月19日 、ジュビリー作戦中に生じた。

## アメリカ陸軍航空軍第4戦闘航空群
1942年9月、イーグル飛行隊はアメリカ陸軍航空軍に移籍し、第4戦闘航空群となった。ドミニクは1943年9月に小隊指揮官となり、P-47 サンダーボルトを操縦するようになった。スピットファイアのパイロットだったドミニクと他の第4戦闘航空群のパイロットは、鈍重なP-47に移行したことで不満を持っていた。 1943年12月16日、ドミニクは3番目の共同撃墜でJu-88を破壊したと主張した。1944年1月5日には、彼はトゥールの西方でFw190の撃墜を主張した 。さらに1月14日には2機のFw190の撃墜を、2月25日には1機のFw190撃墜を主張した。
1943年後半までに、航空群司令官のドン・ブレイクスリー大佐は、より軽快で機動性の高いP-51 マスタングの再装備を推進した。 1944年2月末にP-51Bに機材を更新したことで、ドミニクは1944年3月3日から4月8日までにさらに15.5機の撃墜記録を加えることができた。P-51を操縦した彼の最初の勝利は、3月3日、ヴィッテンブルク地域でDo217を撃墜したときだった。

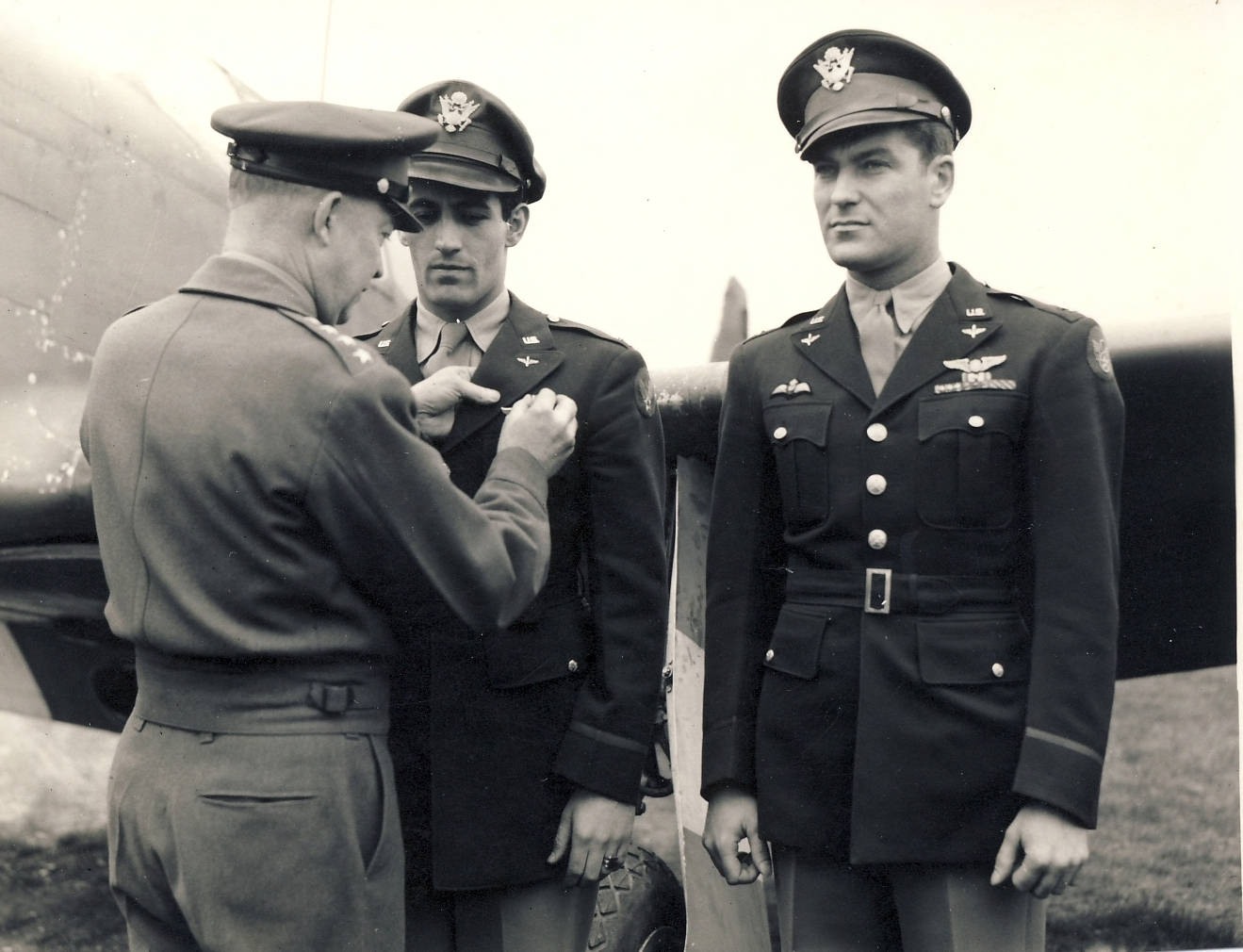
ドワイト・D・アイゼンハワー大将は、1944年4月11日に、殊勲十字章をドミニク（左）とドナルド・ブレイクスリー大佐に授与した。

4月8日にさらに3機の航空機を撃墜した後の1944年4月13日、デブデンの第4戦闘航空群基地で、用意された報道記者とカメラマンたちのために曲芸飛行を行って「シャングリ＝ラ」と名付けた自機を墜落させたとき、彼は第8空軍で一番のエースだった。その結果、ドミニクはすぐにブレイクスリーによって飛行勤務から外され、戦時国債を売る宣伝ツアーのためにアメリカ本国に送り返された。 1944年、ドミニクは有名な従軍記者アイラ・ヴォルフェルトとともに、彼の戦闘任務を解説した自伝『One Man Air Force』を共同執筆した。
彼の戦果の最終的な集計は、撃墜19.83機、損傷3機 および地上撃破6機、戦闘飛行時間350時間に及んだ。加えて、カナダ空軍にいる間に2機の撃墜を主張した。
添付のカラー写真では、空気の流れをスムーズにするために通常は6つの排気口を囲んでいるシュラウドが取り外されていることに注意。これは、戦闘時の加熱に対処するパイロットの一般的な慣習であり、エンジンに追加の冷却を提供し、パフォーマンス向上に役立った。
彼の僚機であるジョン・T・ゴッドフリーとともに、彼らは「キャプテン・カレイジャス」、「二人空軍」、「メッサーシュミット・キラーズ」、または「ダモンとピュティアス」として知られていた。

## 戦後
戦後、彼はアメリカ空軍において、ライトフィールド空軍基地のテストパイロット、ファイター・ガンナリー・プログラムの教官、そしてエア・タクティカル・スクールの士官学生として過ごした。 1949年6月には、ドミニクはメリーランド大学に軍事科学を学ぶ学部生として入学した。

## 死去
1951年1月28日、彼はT-33 A-1-LO シューティングスター（AF Ser. No. 49-0905）に教官として搭乗中、メリーランド州フォレストビルで墜落し、事故死した。妻のイサベラ・マスデア・ジェンタイル・バイトマン（2008年10月死去）と息子のドン・ジュニア、ジョセフ、パスクアーレの3人が残された。
ドミニクは、オハイオ州ロックボーンのセント・ジョセフ墓地に完全な軍葬で埋葬された。

## 記章・勲章
ドミニクが得た記章と勲章は次のとおりである。
|                                                                             | 空軍航空機操縦士記章（シニア・パイロット）         |
|                                                                             | イギリス空軍パイロット・ブレベット                 |
| Bronze oak leaf cluster                                                     | 殊勲十字章（2回受章/銅柏葉付）                     |
| Silver oak leaf cluster · Bronze oak leaf cluster · Bronze oak leaf cluster | 殊勲飛行十字章（8回受章/銀および2枚銅柏葉付）      |
| Bronze oak leaf cluster · Bronze oak leaf cluster · Bronze oak leaf cluster | エア・メダル（4回受章/3枚銅柏葉付）                |
| Bronze oak leaf cluster · Bronze oak leaf cluster                           | 大統領殊勲部隊章（3回受章/2枚銅柏葉付）            |
|                                                                             | アメリカ戦役章                                     |
| Bronze star                                                                 | ヨーロッパ・アメリカ・中東戦役従軍章（従軍星章付） |
|                                                                             | 第二次世界大戦戦勝記章                             |
|                                                                             | 国防従軍章                                         |

| Bronze oak leaf cluster | 空軍勤続記念章（2回受章/柏葉付） |

 イギリス殊勲飛行十字章
 ベルギー戦功十字章（椰子葉付）
 カナダ義勇従軍メダル

## 記念

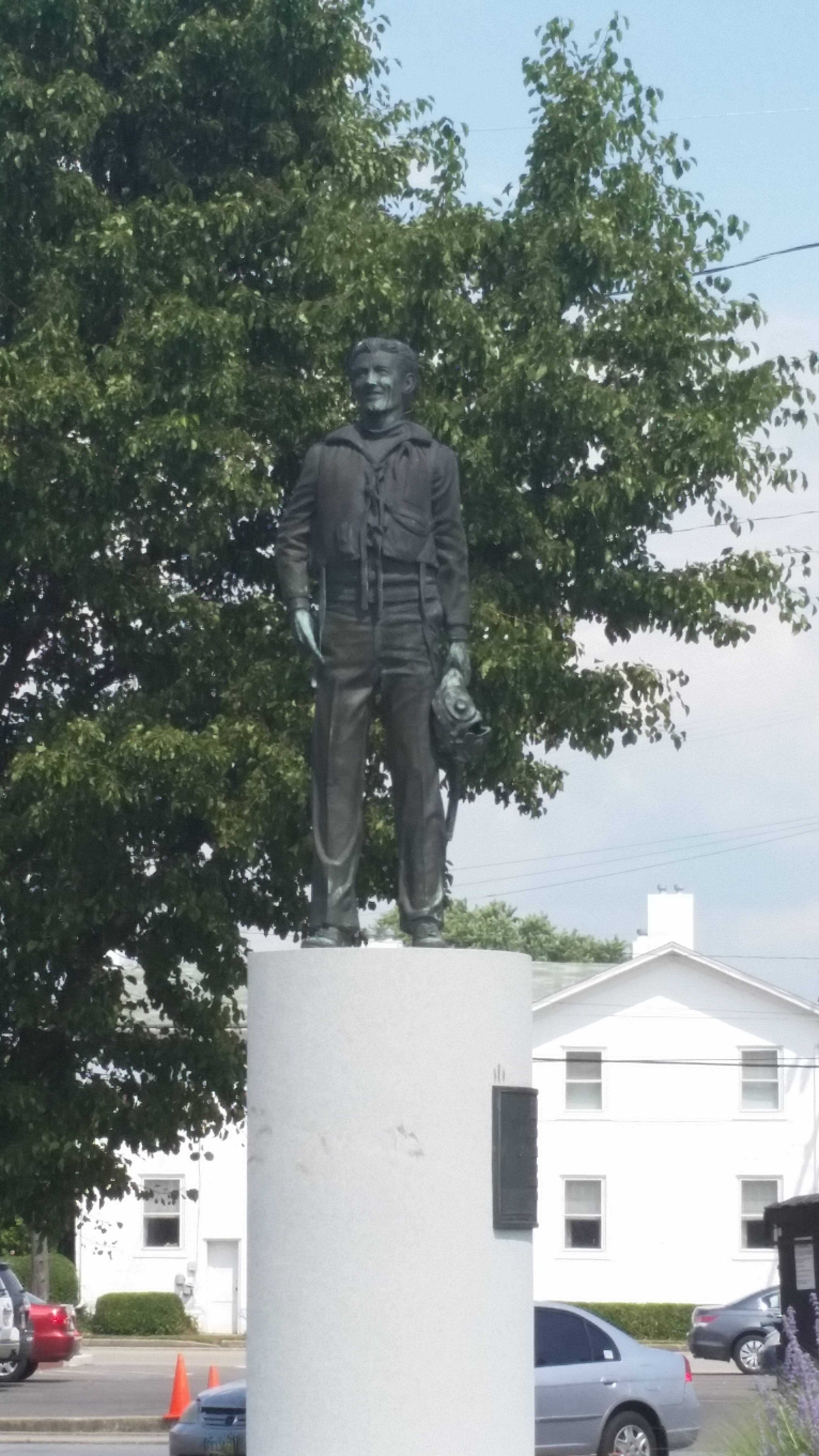
オハイオ州ピクアにあるドミニク・サルヴァトーレ・ジェンタイルの像。

オハイオ州シドニーを拠点とする民間航空パトロール飛行隊は、ドン・ジェンタイルに敬意を表して命名された。
1986年7月6日の独立記念日の週末に、ドミニクの像（写真）が故郷のオハイオ州ピクアに設置された。
オハイオ州ケタリングにあるジェンタイル空軍施設は、1962年に彼の名誉にちなんで名付けられた。施設は1996年に閉鎖された。
ウィンストン・チャーチルは、ギリシャ神話の伝説的な人物にちなみ、ドミニクとその僚機であるジョン・T・ゴッドフリー大尉を「ダモンとピュティアス」と呼んだ。1995年、ドミニクは国立航空殿堂に列した。